# The Chromium Hook
The Chromium Hook est un court-métrage américain réalisé par James Stanger en 2000.

## Synopsis
Cette histoire examine les histoires sordides derrière la vérité de la légende urbaine américaine sur l'homme au crochet, telle qu'elle se déroule dans une petite ville.

## Fiche technique
- Titre : The Chromium Hook
- Réalisation, scénario et montage : James Stanger
- Producteur : Ace Allgood
- Directeur de la photographie : Phil Renaud et James Stanger
- Société de production : Channel Z Films
- Budget : 25 000 dollars
- Genre : Comédie, court-métrage
- Pays :  États-Unis
- Format : Noir et blanc
- Durée : 36 minutes
- Dates de sortie :
  - États-Unis : 13 mai 2000 (Rochester Film Festival)
  - États-Unis : 31 mars 2001 (Wisconsin Film Festival)

## Distribution
- Amy Adams : Jill Royaltuber [1]
- Eden Bodnar : Margaret Narkenpie
- James Cada : Sheriff Curtis Mansarack
- Chris Carlson : Wild Johnny Hateras
- Laura Esping : Cassie Royaltuber